# Luckenwalde
Luckenwalde is een plaats in de Duitse deelstaat Brandenburg. Het is de Kreisstadt van de Landkreis Teltow-Fläming. De stad telt 20.586 inwoners.

## Indeling van de gemeente
Luckenwalde bestaat uit de gelijknamige stad, en twee Ortsteile, die tot 1993 zelfstandige gemeentes waren.
Deze Ortsteile zijn:
- Kolzenburg, een dorpje ten zuiden van de stad, met per 31 december 2023 433 inwoners.
- Frankenfelde, een evenals Kolzenburg in 1285 voor het eerst in een document vermeld dorpje, met per 31 december 2023 321 inwoners. Frankenfelde ligt ten west-noordwesten van de stad zelf.

## Geografie

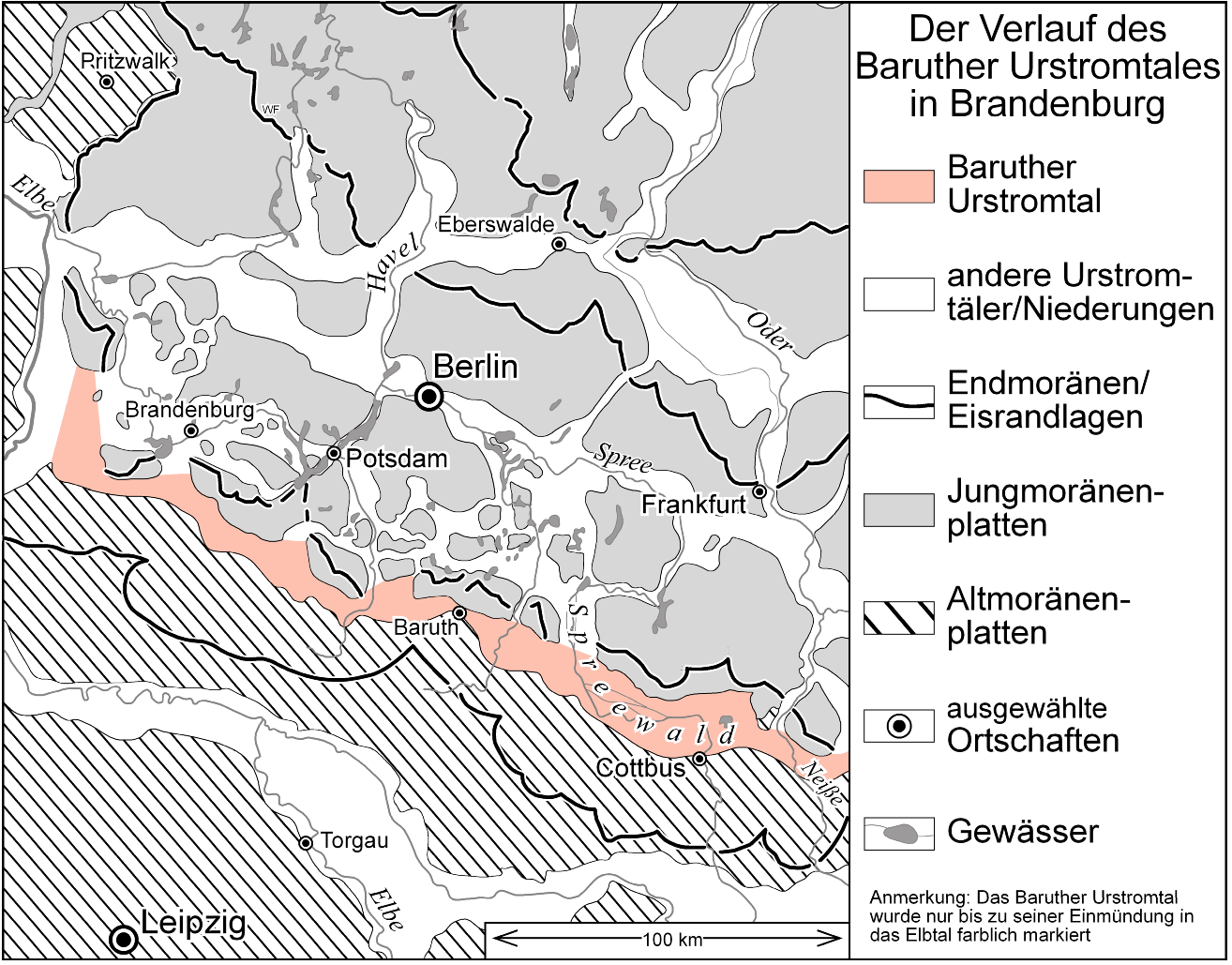
Baruther oerstroomdal (roze ingekleurd). Luckenwalde ligt hemelsbreed ruim 25 km ten westen van Baruth.

Luckenwalde heeft een oppervlakte van 46,75 km² en ligt in het oosten van Duitsland, ongeveer 50 km ten zuid-zuidwesten van Berlijn. Het ligt in een tamelijk vlakke, bosrijke omgeving, aan de rand van in de laatste beide ijstijden ontstane eindmorenes. Dit gebied wordt tot het oerstroomdal van Baruth gerekend, dat zich oostwaarts tot in het huidige Polen uitstrekt. 
De stad ligt aan de Nuthe, een 66½ km lang, onbevaarbaar, zijriviertje van de Havel.

### Aangrenzende gemeentes
- Nuthe-Urstromtal, met direct ten noordoosten van Luckenwalde het 1000 inwoners tellende dorp Woltersdorf,[2] is een uitgestrekte plattelandsgemeente, die Luckenwalde aan drie kanten omringt.
- Jüterbog, ongeveer 13 km ten zuidwesten van Luckenwalde; het tot die gemeente behorende Klooster Zinna ligt 5 km dichterbij.
- Treuenbrietzen, in de Landkreis Potsdam-Mittelmark, ligt hemelsbreed 18 km ten westen van Luckenwalde. Om er te komen moet men echter via Jüterbog omrijden, zodat de afstand over de weg wel 30 km is.

### Infrastructuur

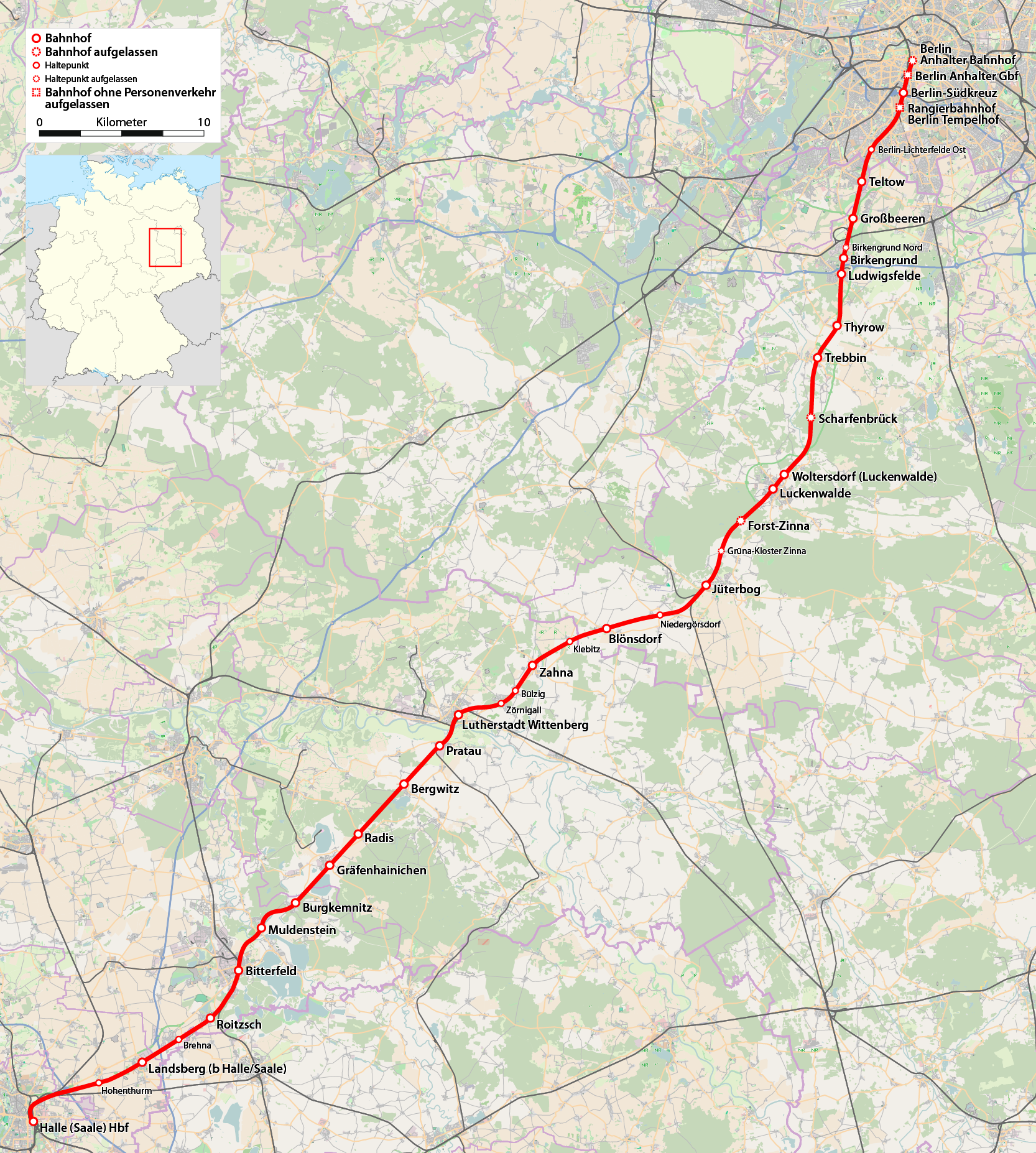
Kaart spoorlijn Berlijn-Halle
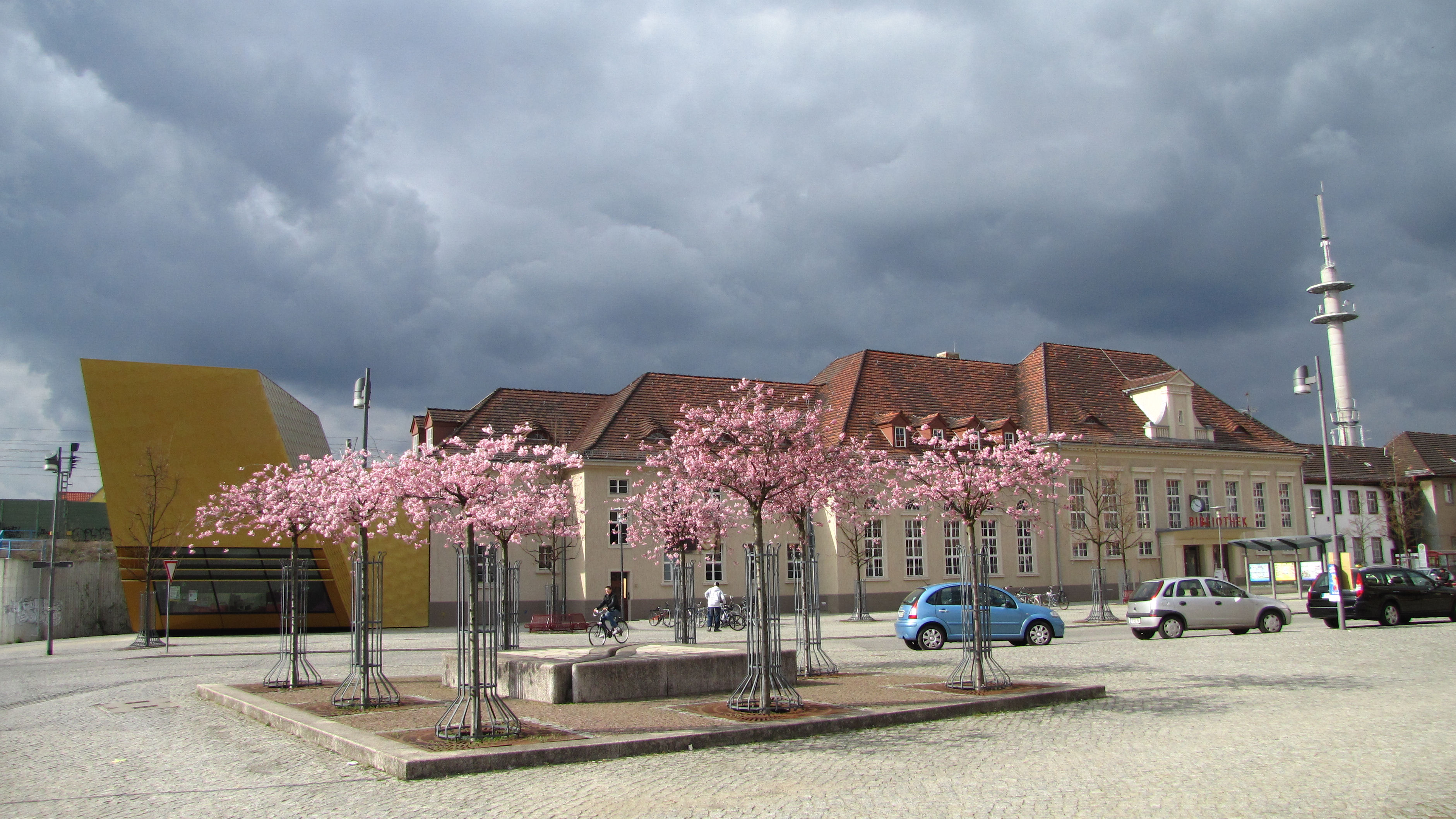
Voormalig stationsgebouw, tegenwoordig openbare bibliotheek
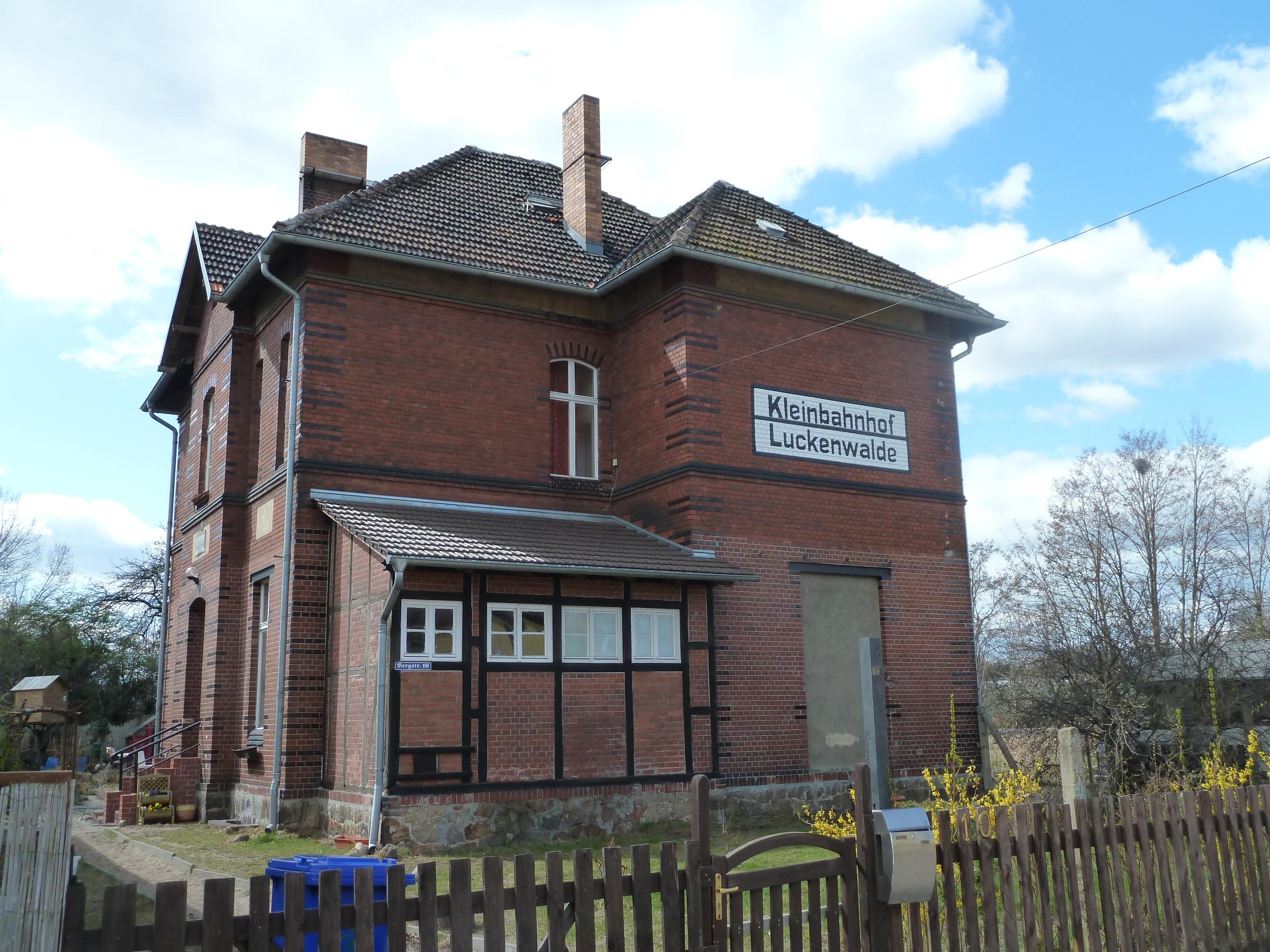
Voormalig station smalspoorlijn (deze spoorlijn werd omstreeks 1965 opgeheven en verwijderd)

Door de gemeente loopt de Bundesstraße 101, in zuidwest<->noordoost-richting. De weg loopt in een wijde bocht westelijk om de stad heen. Autobahnen liggen 30 of meer kilometer van Luckenwalde vandaan.
Station Luckenwalde ligt sinds 1841 aan de spoorlijn Berlijn - Halle, 49,8 km ten zuidwesten van het Berlijnse Anhalter Bahnhof. Het staat één kilometer ten westen van het centrum.

## Economie
Van wat er aan industrie is overgebleven in Luckenwalde is het grootste deel geconcentreerd op een industrieterrein ten zuidwesten van de binnenstad, aan de spoorlijn. Aan de noordoostkant van de stad bevindt zich een tweede, iets kleiner bedrijventerrein. Veel hier gevestigde ondernemingen zijn als midden- en kleinbedrijf van niet meer dan regionale betekenis te kenschetsen.
De meest vermeldenswaardige bedrijven zijn:
- Rosenbauer, filiaal van een Oostenrijkse fabrikant van brandweerauto's en bijbehorende uitrusting; voortgekomen uit de voormalige firma's Metz-FGL en Koebe, die onder andere brandspuiten maakten.
- Hesco Kunststoffverarbeitung GmbH, een producent van uiteenlopende plastic producten, o.a. t.b.v. de installatiebranche; gevestigd op het Biotechnologiepark, ten westen van de stad; voortgekomen uit een gelijknamig bedrijf, dat in de DDR-periode o.a. kabelclips produceerde. Dit bedrijf werkt veel met de techniek spuitgieten.
- Verder is er productie van worst en andere vleeswaren, die van bovenregionale betekenis is.

Luckenwalde is een Kreisstadt, wat als gevolg heeft, dat een Amtsgericht en nog enige andere regionale ambtelijke instanties er kantoor houden. Wat de dienstensector betreft is verder het plaatselijke ziekenhuis KMG Klinikum, in het noordoosten van de stad, nog als werkgever vermeldenswaard.

## Geschiedenis

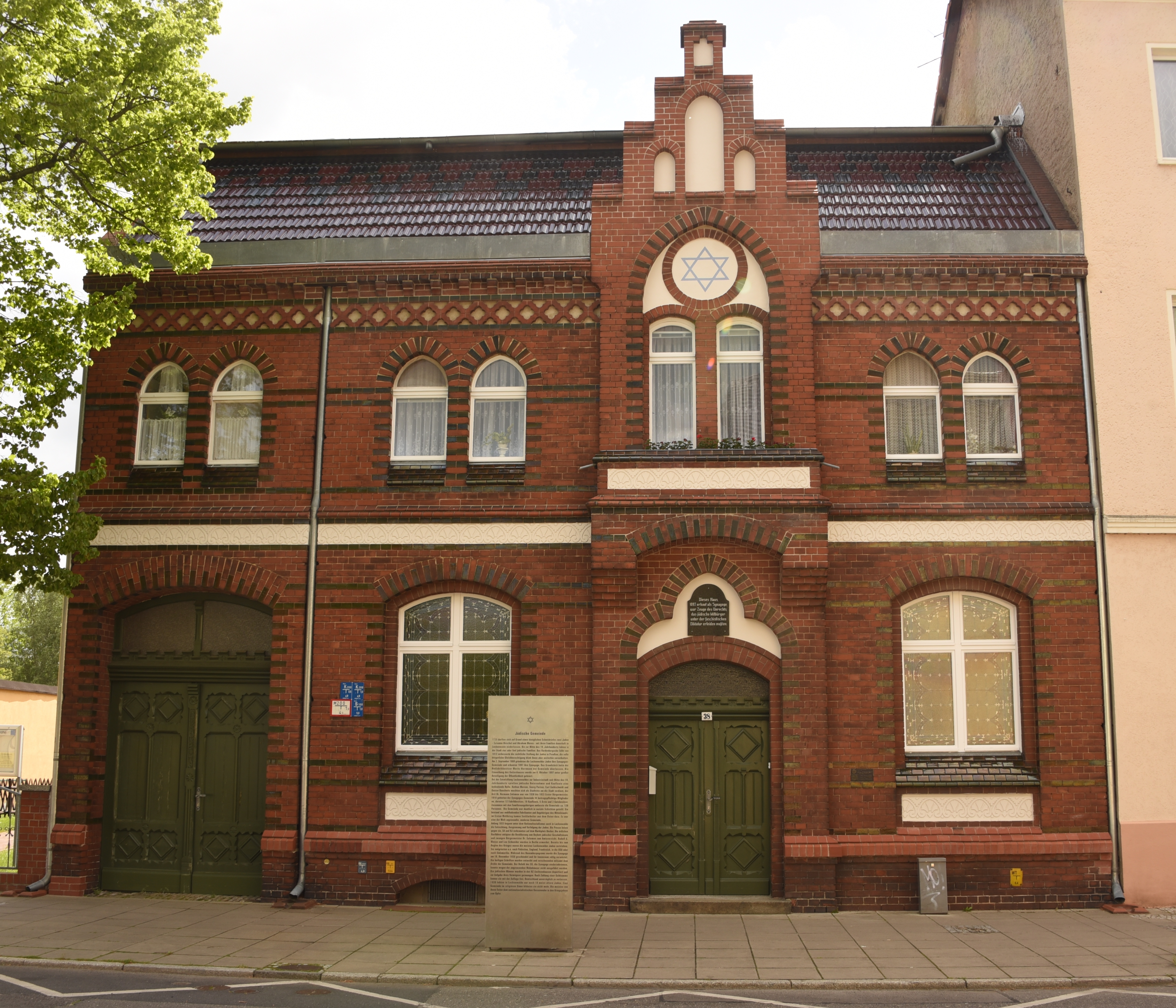
Voormalige synagoge met gedenkplaat
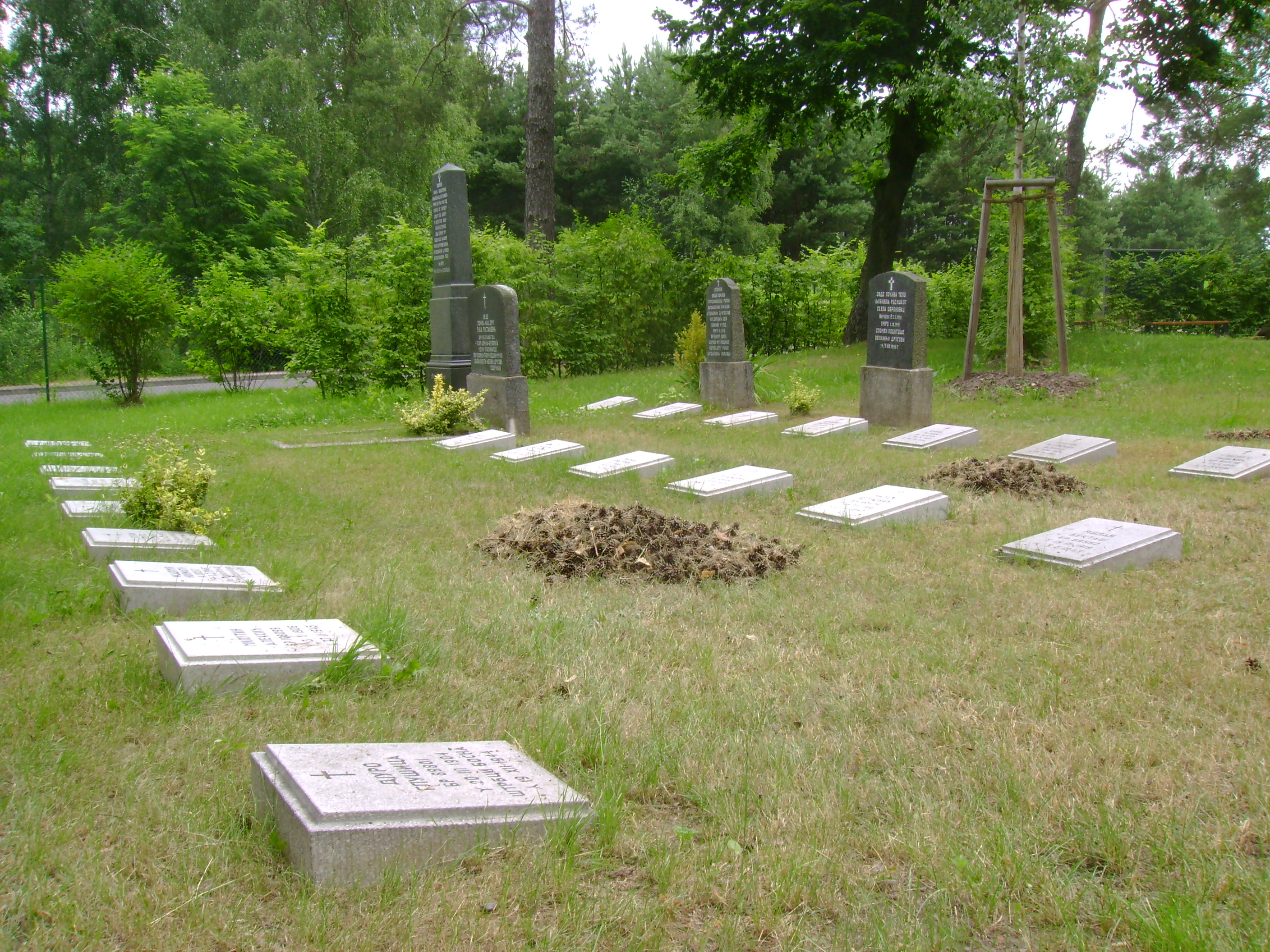
Oorlogskerkhof van kamp Stalag III A

Rond het begin van de jaartelling leefde hier de Germaanse stam der Semnonen. 
In de 7e en 8e eeuw vestigden zich hier Slavische volkeren, die tot de Westelijke Slaven worden gerekend. Wellicht waren dit de Hevelli (West-Slavisch: Stodorjane). Zij stichtten een plaatsje met de naam Lugkin. Aan een West-Slavisch woord ontleend is het begrip luch. Dat staat voor een in deze streken veel voorkomende, venige, vochtige laagte. De plaatsnaam Luckenwalde betekent dan ook mogelijk: bij een luch en het bos. Een andere etymologie verklaart de eerste helft van de plaatsnaam uit lug, Oudgermaans voor: bocht in een rivier.
In de 13e eeuw was Luckenwalde belangrijk geworden. Het lag aan een handelsroute voor zout tussen Halle aan de Saale en Berlijn. In 1285 werd het stadje (dat nog geen officieel stadsrecht genoot) gekocht door het cisterciënzer Klooster Zinna. De monniken hiervan lieten de oude burcht van Luckenwalde slopen, en recycleden de stenen en het hout, om er de Johanneskerk van te bouwen. In de middeleeuwen ontstond onmin met buurstad Jüterbog over het brouwrecht van bier, in Duitsland een privilege. Een beslissing uit 1430 van de hoogste landheer, in die tijd de aartsbisschop van Maagdenburg, kende aan Luckenwalde onbeperkt brouwrecht toe, waarmee de plaats de status van vlek verkreeg. Vanaf de 16e eeuw ontstonden er gilden in de plaats. Onder de plattelandsbevolking begon de Duitse taal het Nedersorbisch te verdringen. 
Na de Reformatie (1553), waarbij klooster Zinna werd opgeheven, raakte Luckenwalde in bezit van het Hertogdom Maagdenburg (dat zelf deel uitmaakte van de Mark Brandenburg, en vanaf 1707 van Pruisen). In 1663 werd een nieuw stadhuis gebouwd. Helaas ging dat, samen met het archief van Luckenwalde, in 1674 door brand verloren. In 1684 kwam de tot in de 20e eeuw belangrijke textielnijverheid op. In Luckenwalde vestigden zich lakenwevers, die legerkleding maakten.
In 1808 verkreeg Luckenwalde officieel, volledig stadsrecht.
In de late 19e eeuw maakte de schrijver en dichter Theodor Fontane in zijn werk Wanderungen durch die Mark Brandenburg een uitvoerige beschrijving (Luch im Wald) van Luckenwalde en omgeving. Een wandelroute herinnert hier nog aan.
Luckenwalde was van de 18e tot en met de 20e eeuw een stad met een veelzijdige industrie, die al vanaf 1841 vanuit Berlijn per trein bereikbaar was. Met name de textielindustrie en de daaruit ontstane fabricage van hoeden was van groot belang. Ook kartonnen verpakkingsmateriaal, brandspuiten en blusinstallaties, schroeven en andere metalen voorwerpen spelen een hoofdrol in de industriële geschiedenis van de stad. In 1901 had Luckenwalde 21.000 inwoners, evenveel als in 2023.
In de nazi-periode, ten tijde van Adolf Hitlers Derde Rijk, werden de talrijke joden in de stad aan gruwelijke vervolgingen blootgesteld. Velen, die niet tijdig wisten te emigreren, vonden de dood in de vernietigingskampen. In 1943 en 1944 was te Luckenwalde een door een rechtbankgriffier opgerichte kleine verzetsgroep, genaamd „Gemeinschaft für Frieden und Aufbau“, actief, die enige joden liet onderduiken en zo aan de dood in de vernietigingskampen liet ontkomen. Ook het synagogegebouw werd tijdens de Kristallnacht van november 1938 ontheiligd. Bij het gebouw, dat na de Tweede Wereldoorlog een andere bestemming kreeg, staat een gedenkteken voor de slachtoffers van de holocaust. Gedurende de nazi-tijd werden enkele fabrieken, ook de markante, voormalige hoedenfabriek, geconfisqueerd voor de productie van wapens en ander oorlogsmaterieel.
In de tweede helft van april 1945 eindigde de Tweede Wereldoorlog voor Luckenwalde met de verovering door het Russische Rode Leger. De stad zelf viel gemiddeld een week eerder dan het omliggende platteland, waar de Duitsers een week lang een guerilla tegen de Sovjets volhielden. De Russen namen direct na de oorlog alle machineparken van de fabrieken in de stad als herstelbetaling in natura in beslag.
Ten westen van Luckenwalde lag in de Tweede Wereldoorlog het beruchte Stalag- krijgsgevangenenkamp Stalag III A. In mei en juni 1940 werden er een klein aantal Belgische en Nederlandse, maar vooral Franse krijgsgevangenen, onder wie velen met een donkere huidskleur (in aparte barakken), opgesloten. In 1941 kwamen daar mensen uit de toenmalige Sovjet-Unie bij, die slechter werden behandeld dan de witte West-Europeanen. De zwarte Franse en Britse krijgsgevangenen werden, evenals de Russen, aan martelingen blootgesteld. Bovendien werden veel mensen met donkere huidskleur van het Stalag overgebracht naar locaties, waar medische experimenten op hen werden uitgevoerd. In de winter van 1941 op 1942 stierven in het kamp velen, vooral Russen, aan vlektyfus. Het totaal aantal mensen, dat tijdens de oorlog om het leven kwam in dit kamp, wordt geschat op 5.000. Eind april 1945 veroverde het Russische Rode Leger het kamp. In de DDR-tijd werd het verbouwd tot kazerne. In 2010 werden de laatste barakken gesloopt om plaats te maken voor een zogenaamd biotechnologiecentrum (een modern bedrijventerrein). Alleen een oorlogskerkhof, een gedenkteken in een park in Ortsteil Frankenfelde en een expositie in het HeimatMuseum van Luckenwalde herinneren nog aan dit kamp.
Luckenwalde behoorde van 1949 tot 1990 tot de DDR, en de industrie werd snel weer opgebouwd, hoewel minder grootschalig dan vóór de oorlog; de daling van de economische bedrijvigheid en dus ook van het bevolkingscijfer zette al rond 1980 in.
Na de Duitse hereniging veranderde de economische situatie voor Luckenwalde radicaal. De industrie was niet meer rendabel en verdween grotendeels. Zo ging de bekende pianofabriek Niendorf, opgericht in 1895, nog in 2020 failliet. Mede ten gevolge hiervan daalde het aantal inwoners van 30.000 in de jaren 1950 tot circa 21.000 omstreeks 2020.

## Bezienswaardigheden, toerisme

### Bezienswaardige gebouwen
- In het stadscentrum valt de 15e-eeuwse, evangelisch-lutherse Johanniskirche met de daarnaast staande, 13e-eeuwse, Marktturm op. De Johanneskerk werd in 1902 en 2008 ingrijpend gerenoveerd. Het interieur van de kerk is eenvoudig en grotendeels 20e-eeuws. De Markttoren was oorspronkelijk deel van een middeleeuws kasteel, waarvan de rest niet bewaard is gebleven.
- Aan de zuidrand van de stad staat de neogotische Sankt-Jakobikirche, die in 1894 ingewijd werd. Bijzonder is, dat de klok in de toren van de hand van een Berlijnse klokkenmaker is, die het in die tijd hypermoderne uurwerk nog op de Wereldtentoonstelling 1893 te Chicago heeft gedemonstreerd.

### Kunst en cultuur
- Kunsthalle Vierseithof, gevestigd in een voormalige, bij een textielfabriek behorende, turbinehal, gelegen naast een gelijknamig hotel.
- In een voormalig bedrijfspand (gebouwd in 1913) van een bruinkool-centrale voor de opwekking van elektriciteit is een cultureel centrum met de naam E-Werk ingericht. Er wordt ook weer (duurzaam) elektriciteit opgewekt, ten behoeve van een eigenzinnig, door jonge kunstenaars opgezet, project Kunststrom. Zie onderstaande link.
- Het Stadttheater is een modern ingerichte schouwburg met 726 zitplaatsen.
- Een belangrijk stuk industrieel erfgoed in de stad is de voormalige hoedenfabriek van de firma Fr.Steinberg Herrmann & Co. Het gebouw dateert van 1920-1922. Ontwerper was de beroemde architect Erich Mendelsohn. Anno 2020 staat het gebouw leeg; de eigenaren laten het stapsgewijs restaureren. Een nieuwe bestemming is nog niet gevonden. Wel vindt van tijd tot tijd in een deel van het gebouw, dat Mendelsohn-Halle heet, een (vooraf te boeken) educatieve rondleiding plaats, waar de bezoeker kennis over het gebouw en vooral zijn ontwerper kan opdoen.
- De stad beschikt over een HeimatMuseum, gewijd aan o.a. de geschiedenis van de stad Luckenwalde en haar industrie.
- In de stad heeft het regionale Rode Kruis een klein Rode-Kruismuseum ingericht.

### Overig
- Ten zuidoosten van de binnenstad ligt Tierpark Luckenwalde, een kleine dierentuin.
- Tussen de zuidelijke stadswijken in ligt het bospark Elsthal, met een openluchtzwembad en een duizendjarige linde, die vermoedelijk rond het jaar 1300 geplant werd.
- Luckenwalde ligt aan een route voor de sport skaten met de naam Flaeming-Skate. Een deel van deze route loopt over een in 1965 opgeheven smalspoorbaan. De route wordt ook wel gebruikt door wandelaars, beoefenaren van nordic walking en fietsers.

## Afbeeldingen

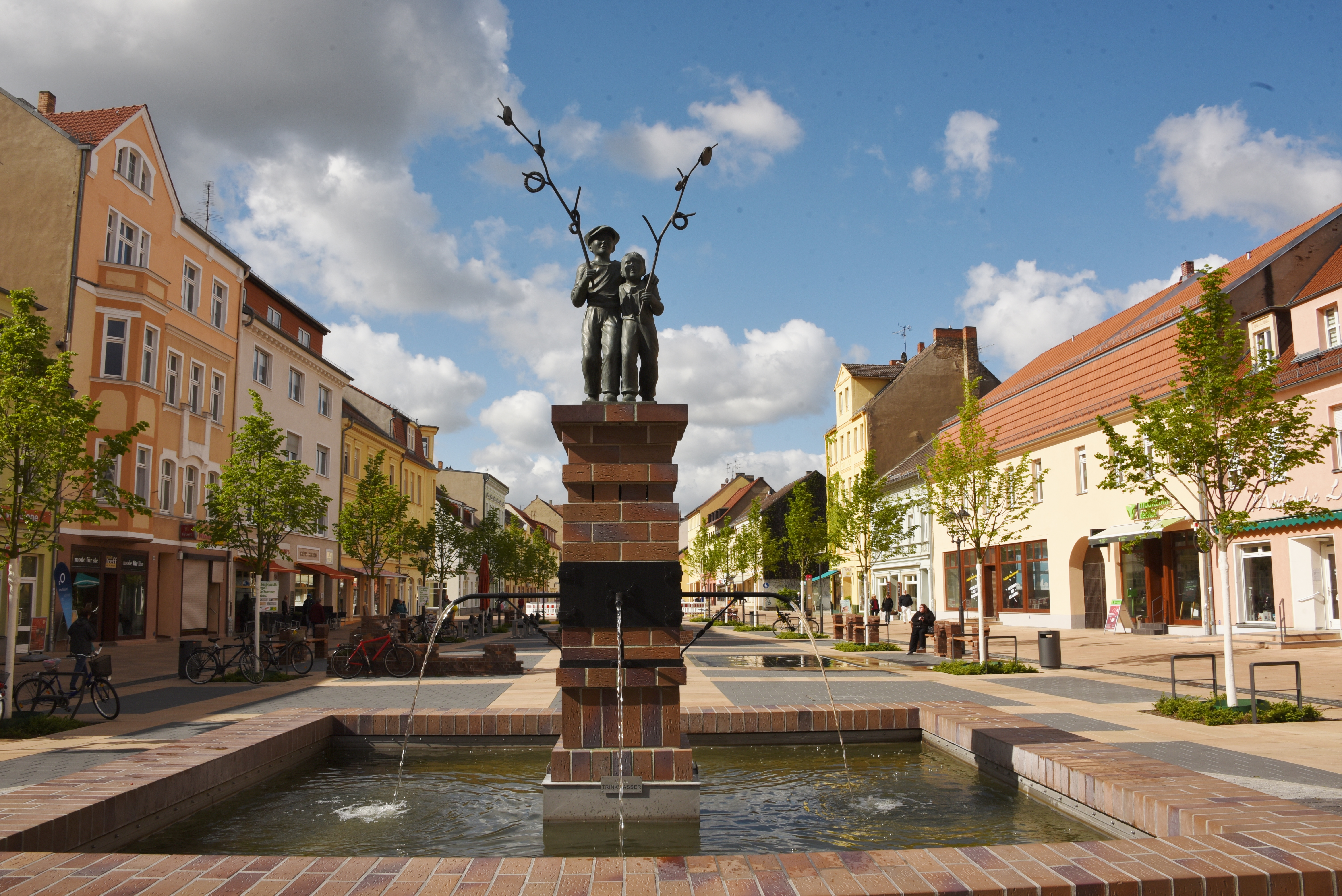
Fontein op de Breite Straße of Boulevard, de Kariedelbrunnen
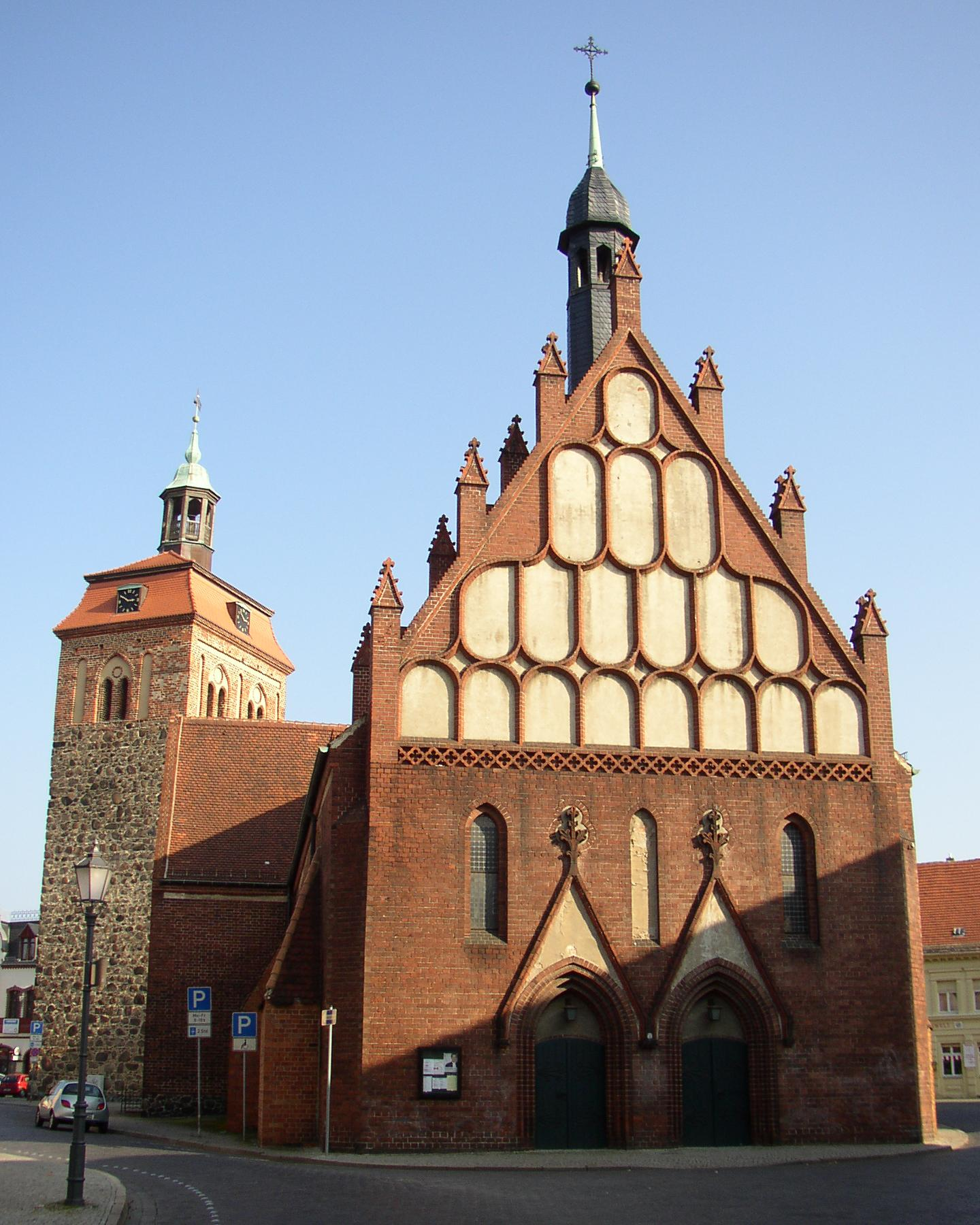
Johanniskirche
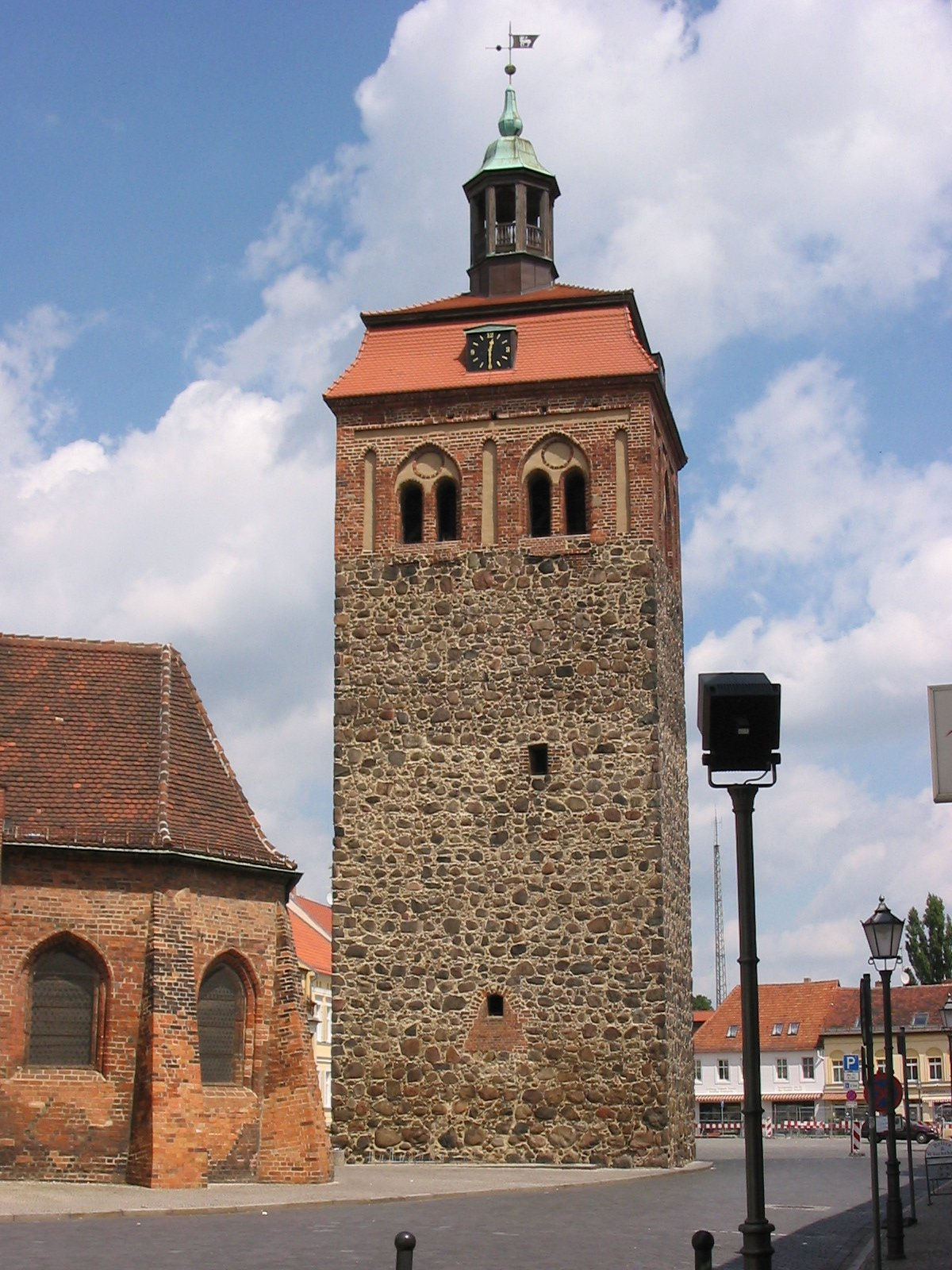
Markttoren
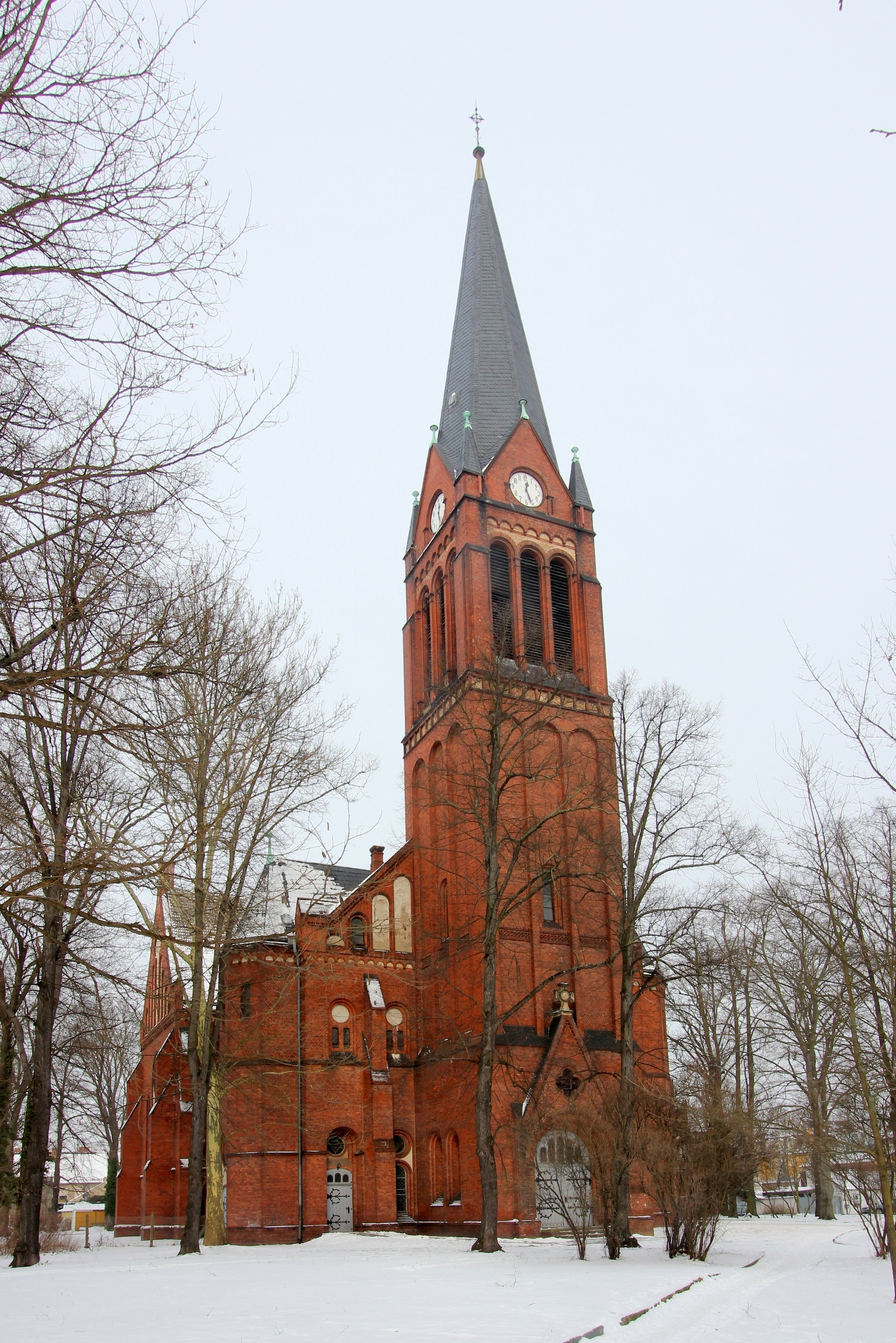
Jakobikirche
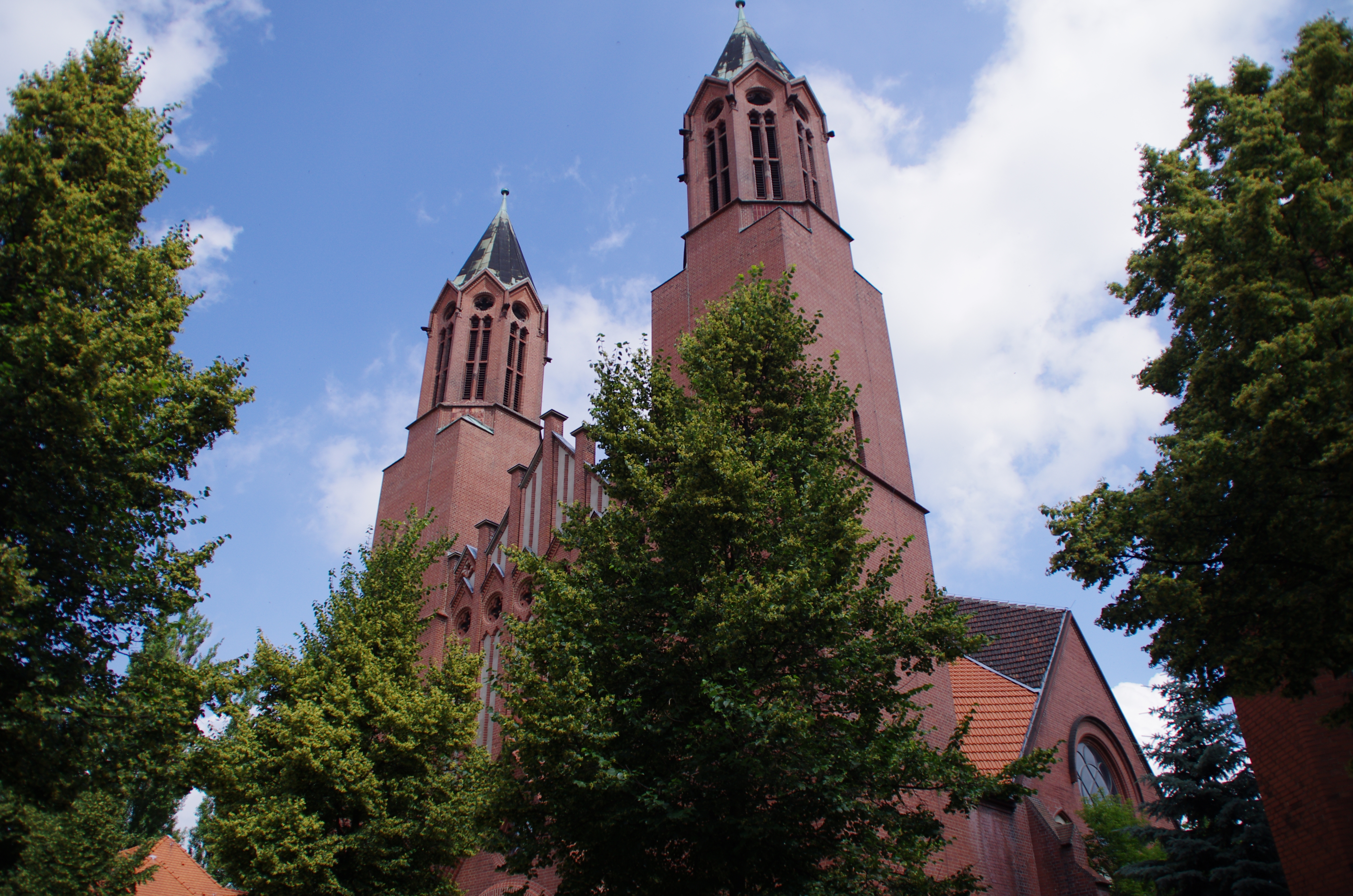
R.K. Sint-Jozefkerk (1914)
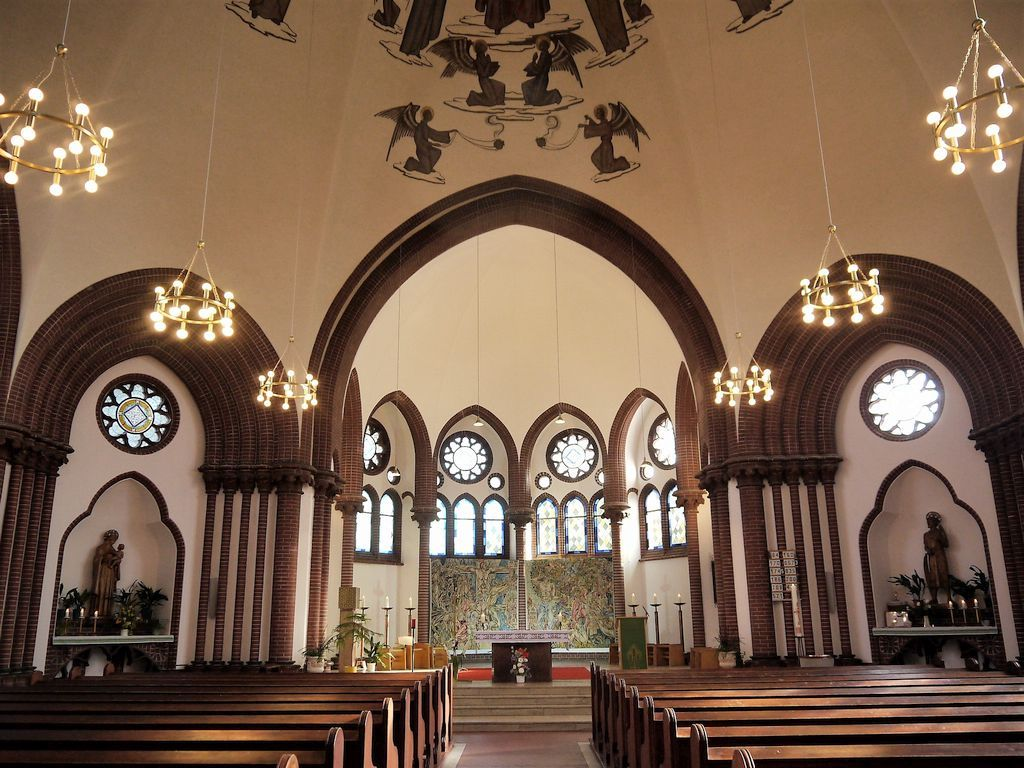
Interieur van dit kerkgebouw
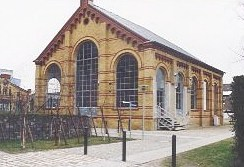
Kunsthal Vierseithof
Voormalige hoedenfabriek met ververijgebouw (links)
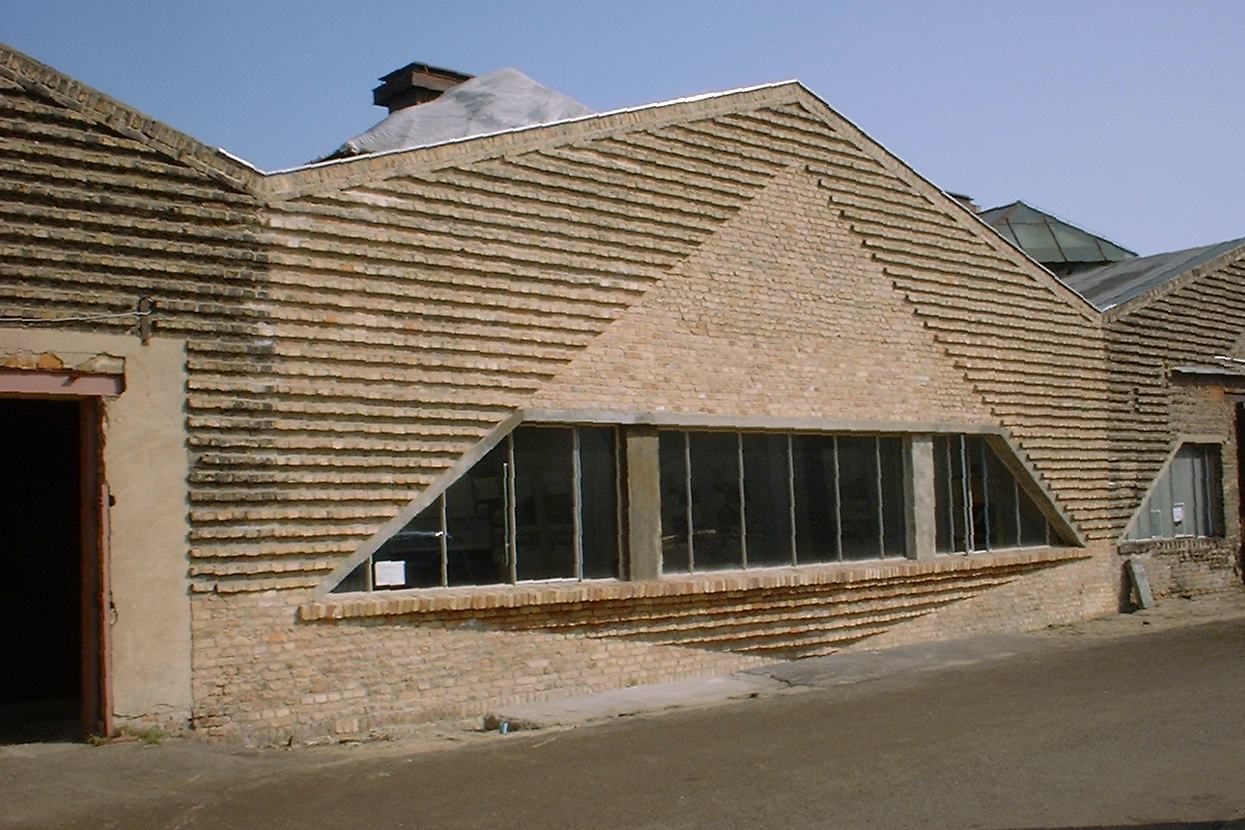
Detail van de gevel van dit gebouw
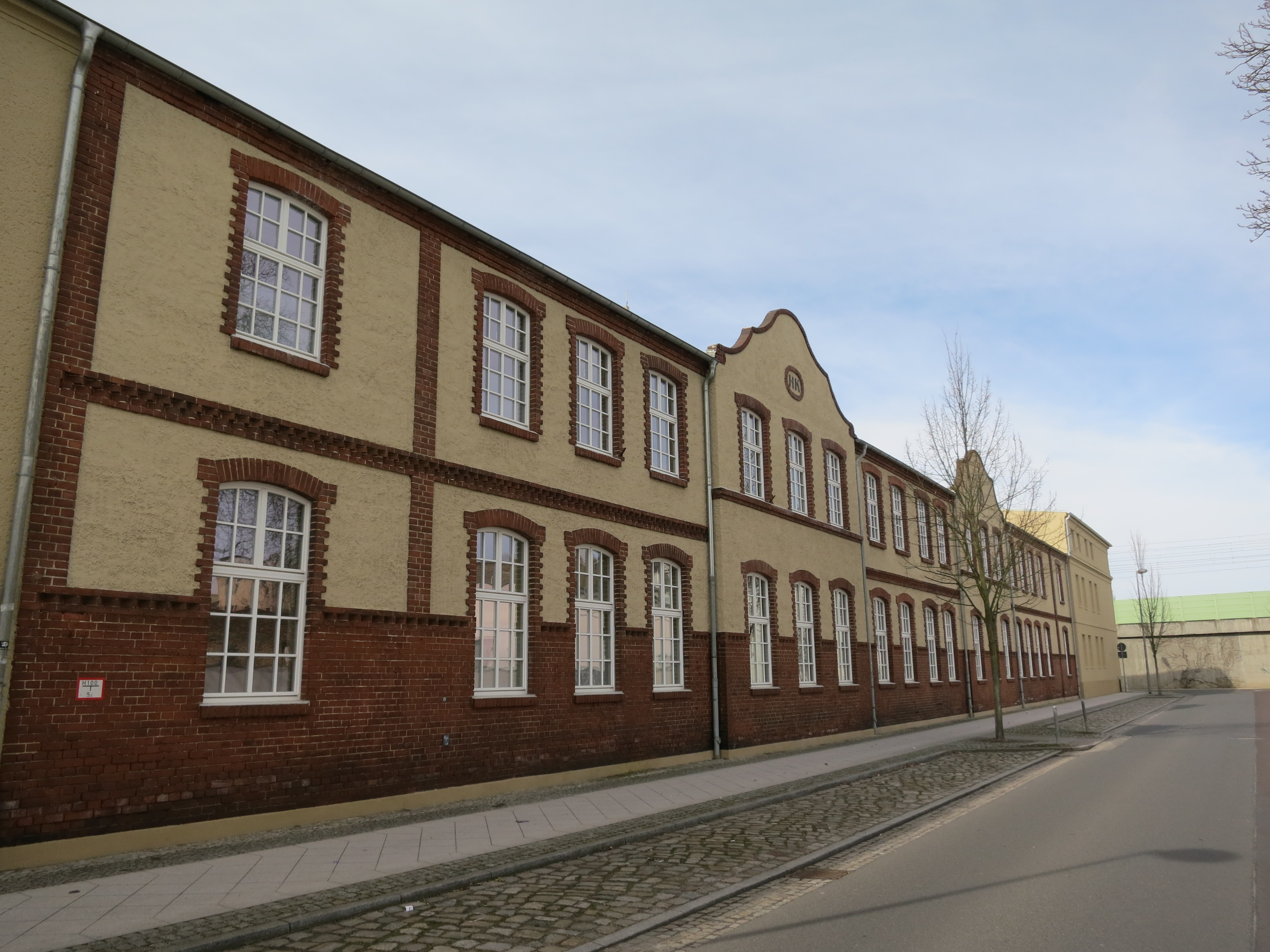
Papierwarenfabriek Henschel (1867)
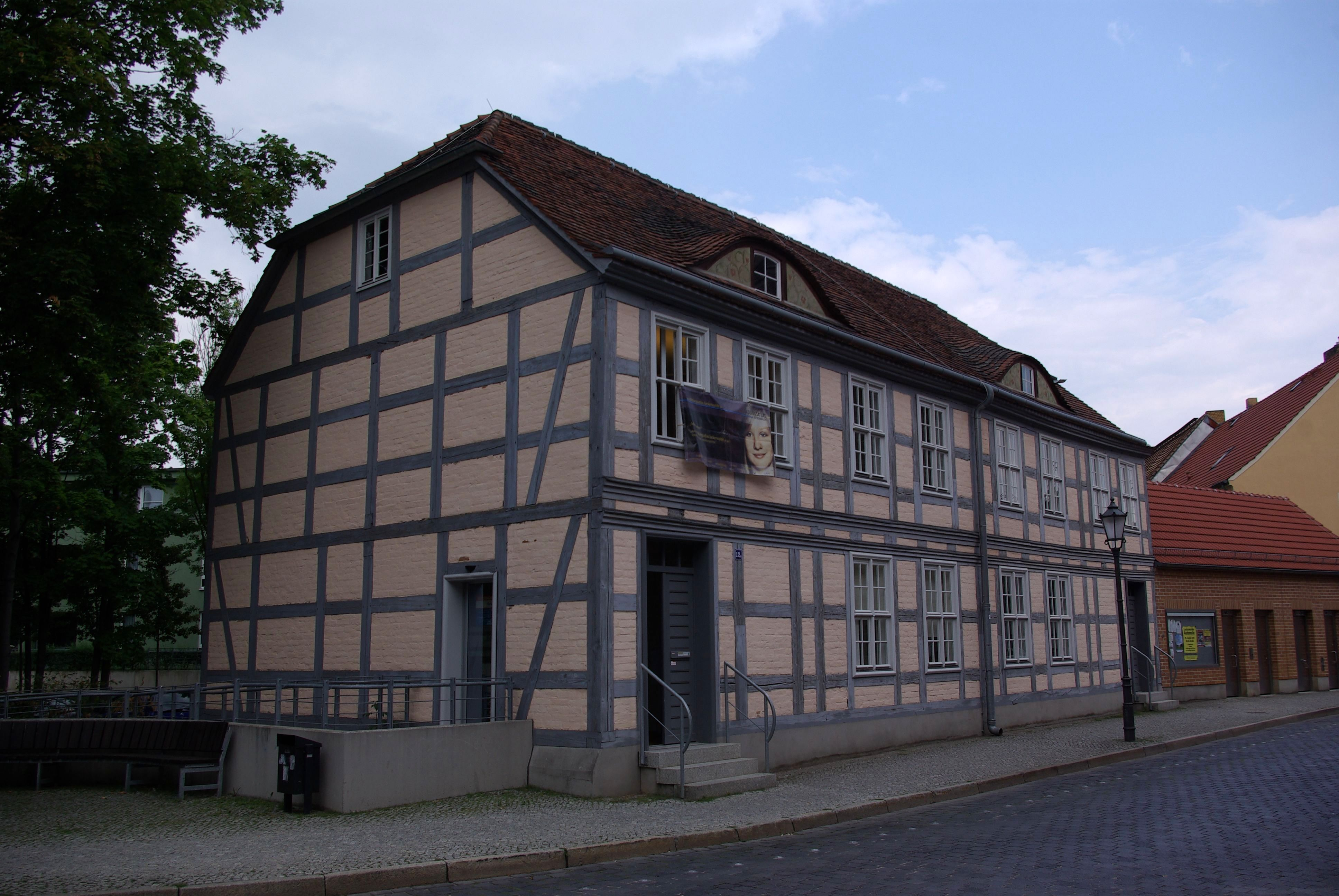
Voormalige school aan de Markt (1778)
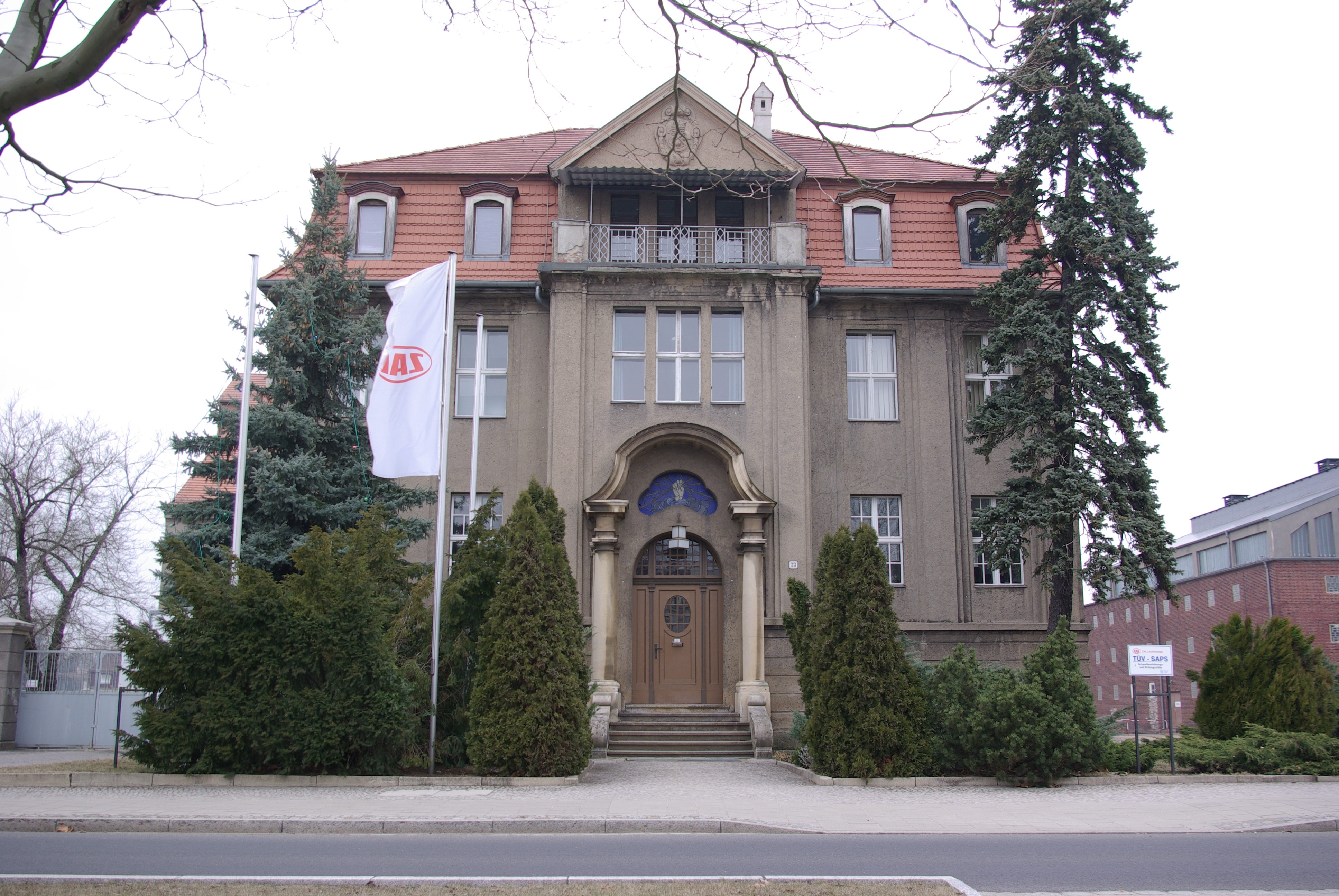
Cultureel centrum E-Werk
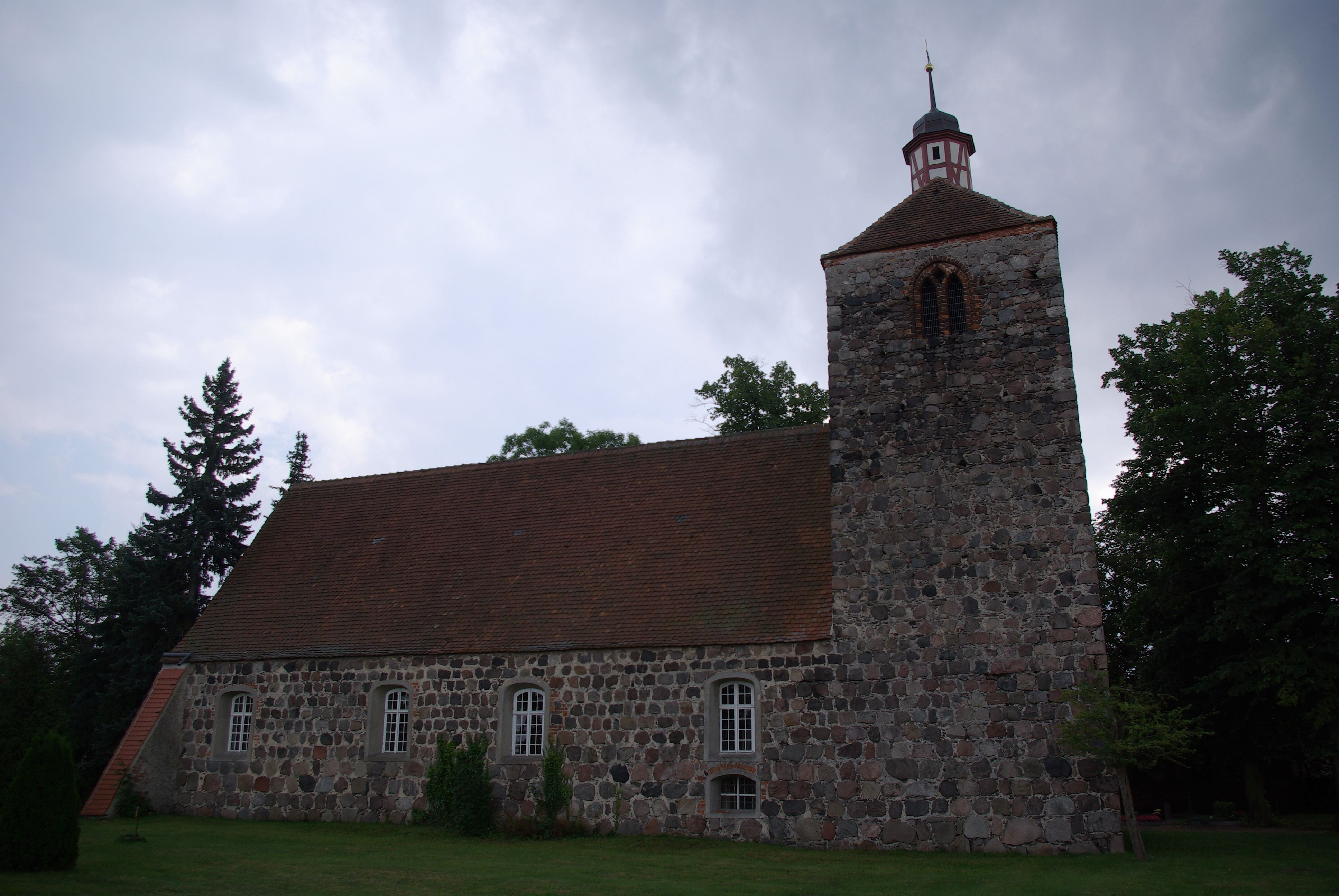
13e-eeuws dorpskerkje van Frankenfelde

## Partnergemeente
Sedert 1990 onderhoudt Luckenwalde een jumelage met Bad Salzuflen.

## Demografie
- Ontwikkeling van de bevolking sinds 1875 binnen de huidige grenzen (blauwe lijn: Bevolking; stippellijn: Vergelijking van de ontwikkeling van de bevolking van de deelstaat Brandenburg, Grijze achtergrond: tijdens de nazi-regering, Rode achtergrond: tijdens de communistische regering)
- Recente ontwikkeling van de bevolking (blauwe lijn) en prognoses

| Jaar | Inwoners |
| ---- | -------- |
| 1875 | 14 699   |
| 1890 | 19 173   |
| 1910 | 24 213   |
| 1925 | 25 625   |
| 1939 | 29 383   |
| 1950 | 31 668   |
| 1964 | 29 968   |

| Jaar | Inwoners |
| ---- | -------- |
| 1971 | 29 700   |
| 1981 | 27 957   |
| 1985 | 27 487   |
| 1990 | 26 544   |
| 1995 | 24 185   |
| 2000 | 22 389   |
| 2005 | 21 373   |

| Jaar | Inwoners |
| ---- | -------- |
| 2010 | 20 471   |
| 2015 | 20 358   |
| 2016 | 20 521   |
| 2017 | 20 674   |
| 2018 | 20 522   |
| 2019 | 20 582   |
| 2020 | 20 586   |

Gegevensbronnen worden beschreven in de Wikimedia Commons.

## Geboren in Luckenwalde
- Hermann Henschel (1843-1918), uitvinder en industrieel
- Carl Dietrich Harries (1866-1923), chemicus, vooraanstaand onderzoeker van de ozonolyse
- Hans Grohe (1871-1955), ondernemer, in 1901 oprichter van het sanitairconcern Hansgrohe
- Hans Freudenthal (1905–1990), Duits-Nederlands wiskundige en pedagoog, grondlegger van het realistisch rekenen.
- Herbert Schoen (1929-2014), voetballer
- Ludwig-Holger Pfahls (1942), CDU-politicus
- Marianne Adam (1951), atlete (kogelstoten)
- Susanne Lahme (1968), volleybal- en beachvolleybalspeler